# Елко Мрдуљаш
Емануел Елко Мрдуљаш (Сплит, 25. септембар 1909 — Сплит, 28. јул 1991) био је југословенски репрезентативац у веслању учесник Летњих олимпијских игара 1936. у Берлину. Веслао је у свим дисциплинама које су имале кормилара. Био је члан ВК Гусар из Сплита, а касније ХВК такође из Сплита.

## Биографија
Елко је из породине у којој је било седморо деце (4 брата и 3 сестре). Најстарији од браће био је Јуре, затим Елко, па Јозо и најмлађи Душко. Пре Другог светског рата то је била једна од богатијих породица. Почетком рата априла 1941. после уласка италијанских фашиста у Сплит, расписана је уцена на Душка и Елка. Душко је брзо ухапшен као синдикални вођа, био је председник синдиката Далмације, одведен је и мучен логору Лепоглава где је и стрељан 14. априла 1941. Приликом претреса погребног предузећа које је било, власништво Елка и браће у једној кутији пронађени су пиштољ и бомбе, ухапшени су Јуре и Јозо и стрељани у Трогиру. Преживео је само Елко, који је буквално био зазидан у димњаку куће са бомбом и два пиштоља, док се није извукао и отишао у партизане.
После рата Мрдуљаши су у добили своје улице, а Душко, обзиром да је био међу првим стрељаним родољубима његова биста постављена је испред школе у Путу Меја и у Сплиту. Данас је све то избрисано. Улице и школа су променили имена.
Елко има три сина и сви су репрезентативци и олимпијци. Никша и Марин у једрењу, а Душко у веслању.

## Спортски резултати
Први велики успех на репрезентативном нивоу постигао је на Европском првенству 1932., одржаном у Београду. кад је је са веслачима сплитског Гусара освојио златну медаљу и постао европски првак. Осмерац је веслао у саставу: Бруно Марасовић, Лука Марасовић, Јаков Тирони, Петар Кукоч, Јуре Мрдуљаш, Е. Мрдуљаш, Иво Фабрис, Вјекослав Рафаели и кормилар Мирослав Краљевић.
Две године касније на Европском првенству 1934. у Луцерну, Елко Мердуљаш весла у Гусаровом четверцу с кормиларом у саставу: Иво Фабрис, Марио Перибонио, Е. Мрдуљаш, Славко Алујевић и кормилар Миле Алујевић и поново осваја медаљу, овог пута бронзану.
Врхунац каријере било је учешће на Летњим олимпијским играма 1936. у Берлину. Такмичио се у двојвцу са кормиларом у саставу Иво Фабрис, Е. Мердуљаш и корммилар Лино Љубичић. У финалу су заузели шесто место.